# Абуча
Абуча (рум. Abucea) — село у повіті Хунедоара в Румунії. Входить до складу комуни Добра.
Село розташоване на відстані 325 км на північний захід від Бухареста, 30 км на захід від Деви, 126 км на південний захід від Клуж-Напоки, 101 км на схід від Тімішоари.

## Населення
За даними перепису населення 2002 року у селі проживали 60 осіб, з них 59 осіб (98,3%) румунів. Рідною мовою 59 осіб (98,3%) назвали румунську.